# Miasta Wybrzeża Kości Słoniowej
Według danych oficjalnych pochodzących z 1998 roku Wybrzeże Kości Słoniowej posiadało ponad 80 miast o ludności przekraczającej 10 tys. mieszkańców. Stolica kraju Jamusukro plasuje się dopiero na czwartym miejscu, Abidżan jako jedyne miasto liczyło ponad milion mieszkańców; 7 miast z ludnością 100÷500 tys.; 9 miast z ludnością 50÷100 tys.; 22 miasta z ludnością 25÷50 tys. oraz reszta miast poniżej 25 tys. mieszkańców.

## Największe miasta na Wybrzeżu Kości Słoniowej
Największe miasta na Wybrzeżu Kości Słoniowej według liczebności mieszkańców (stan na 20.12.1998):
| Lp | Miasto     | Region             | Liczba ludności |
| -- | ---------- | ------------------ | --------------- |
| 1  | Abidżan    | Lagunes            | 4 707 404       |
| 2  | Bouaké     | Vallée du Bandama  | 461 618         |
| 3  | San Pédro  | Bas-Sassandra      | 420 000         |
| 4  | Daloa      | Haut-Sassandra     | 319 427         |
| 5  | Jamuskro   | Lacs               | 310 000         |
| 6  | Korhogo    | Savanes            | 212 546         |
| 7  | Anyama     | Lagunes            | 148 962         |
| 8  | Gagnoa     | Fromager           | 147 115         |
| 9  | Man        | Dix-Huit Montagnes | 145 300         |
| 10 | Divo       | Sud-Bandama        | 139 200         |
| 11 | Abengourou | Moyen-Comoé        | 135 635         |
| 12 | Agboville  | Agnéby-Tiassa      | 108 648         |
| 13 | Soubré     | Dolna Sassandra    | 104 326         |

## Alfabetyczna lista miast na Wybrzeżu Kości Słoniowej
(czcionką pogrubioną wydzielono miasta powyżej 1 mln)
- Abengourou
- Abidżan
- Aboisso
- Aboisso-Comoé
- Adiaké
- Adzopé
- Afféry
- Agboville
- Agnibilékrou
- Akoupé
- Anyama
- Arrah
- Ayamé
- Azaguié
- Balokuya
- Bangolo
- Bécédi-Brignan
- Béoumi
- Bédiala
- Biankouma
- Biéby
- Bingerville
- Bloléquin
- Bondoukou
- Boboniessoko
- Bongouanou
- Bonon
- Bonoua
- Bonoufla
- Bouaflé
- Bouaké
- Bouna
- Boundiali
- Buyo
- Dabakala
- Dabou
- Dabouyo
- Dagadji
- Daloa
- Danané
- Daoukro
- Dianra
- Diawala
- Diégonéfla
- Dimbokro
- Divo
- Djapadji
- Doropo
- Doukouya
- Duékoué
- Ebilassokro
- Fengolo
- Ferkessédougou
- Fronan
- Gabiadji
- Gagnoa
- Galébré
- Gbapleu
- Gligbeuadji
- Gnatroa
- Gonaté
- Gohouo-Zagna
- Goya
- Grand Bassam
- Grand Lahou
- Grand Zattry
- Guépahouo
- Guibéroua
- Guiglo
- Guinglo-Tahouaké
- Hermankono-Garo
- Hiré
- Issia
- Jacqueville
- Jamusukro
- Kahin-Zarabaon
- Kaouara
- Katiola
- Kononfla
- Korhogo
- Labakuya
- Lakota
- Luénoufla
- Mabéhiri 1
- Mahapleu
- Man
- Mankono
- M'Bahiakro
- M'Batto
- M'Bengué
- Méagui
- Mignoré
- Moussadougou
- N'Douci
- Niablé
- Niakaramandougou
- Niapidou
- Niellé
- Odienné
- Ogoudou
- Ouangolodougou
- Oumé
- Oupoyo
- Para
- Pélézi
- Rubino
- Sahoua
- Saïoua
- Sakassou
- San Pédro
- Sassandra
- Séguéla
- Sinfra
- Soubré
- Tabou
- Tafiré
- Tanda
- Tengréla
- Tiassalé
- Tiébissou
- Tortiya
- Touba
- Toulépleu
- Touih
- Toumodi
- Vavoua
- Yabayo
- Zagné
- Zaliohouan
- Zou
- Zouan-Hounien
- Zuénoula